# Leucobryum sumatranum
Leucobryum sumatranum är en bladmossart som beskrevs av Brotherus och Fleischer 1904. Leucobryum sumatranum ingår i släktet Leucobryum och familjen Dicranaceae. Inga underarter finns listade i Catalogue of Life.